# Ben Shenkman

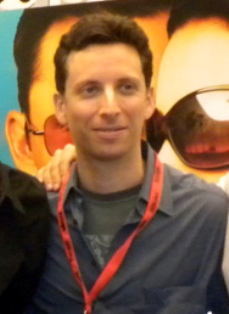
Ben Shenkman

Ben Shenkman (* 26. September 1968 in New York City als Benjamin Alexander Scheinkman) ist ein US-amerikanischer Schauspieler.

## Leben
Shenkman ist der Sohn von Shepard A. Sheinkman und Katherine (geborene Ruben), beide jüdischen Glaubens. Shenkman schloss 1990 sein Studium der Philosophie an der Brown University mit einem Bachelor of Arts ab. 1993 schloss er mit einem Master of Fine Arts der New York University ab.
2005 heiratete er Lauren Greilsheimer und änderte seinen Namen in Shenkman. Seine Schwester Elizabeth ist mit dem britischen Verleger Jamie Byng verheiratet.

## Filmografie (Auswahl)
Filme
- 1994: Quiz Show
- 1996: Eraser
- 1997: Camp Stories
- 1998: Pi – System im Chaos (Pi)
- 1998: Ausnahmezustand (The Siege)
- 1999: The Last Bandit (Thick as Thieves)
- 1999: Jesus’ Son
- 1999: 30 Days
- 2000: Joe Gould’s Secret
- 2000: Requiem for a Dream
- 2000: Chasing Sleep
- 2000: Bed (Kurzfilm)
- 2000: Table One
- 2002: Personal Velocity: Three Portraits
- 2002: Sex für Anfänger (Roger Dodger)
- 2002: People I Know
- 2002: Stella Shorts 1998–2002
- 2004: Waking Dreams
- 2005: Frau mit Hund sucht … Mann mit Herz (Must Love Dogs)
- 2005: Solange du da bist (Just Like Heaven)
- 2006: Americanese
- 2007: Then She Found Me
- 2007: Frühstück mit Scot (Breakfast with Scot)
- 2009: Brief Interviews with Hideous Men
- 2009: Solitary Man
- 2010: Blue Valentine
- 2010: Love Shack
- 2011: The Key Man
- 2013: Breathe In
- 2013: Concussion – Leichte Erschütterung (Concussion)
- 2020: The Trial of the Chicago 7

Fernsehserien
- 1993–2009: Law & Order (7 Folgen)
- 1996: New York Undercover (eine Folge)
- 2000: Law & Order: Special Victims Unit (eine Folge)
- 2001–2003: Ed – Der Bowling-Anwalt (Ed, 3 Folgen)
- 2003: Engel in Amerika (Angels in America, 6 Folgen)
- 2005: Law & Order: Trial by Jury (2 Folgen)
- 2005: Stella (eine Folge)
- 2006: Love Monkey (5 Folgen)
- 2007: Wainy Days (eine Folge)
- 2008: Canterbury’s Law (6 Folgen)
- 2009: Grey’s Anatomy (3 Folgen)
- 2009: Private Practice (eine Folge)
- 2009: Burn Notice (4 Folgen)
- 2010: Damages – Im Netz der Macht (Damages, 11 Folgen)
- 2011: Lights Out (5 Folgen)
- 2011: The Paul Reiser Show (7 Folgen)
- 2011: Drop Dead Diva (5 Folgen)
- 2012–2016: Royal Pains (49 Folgen)
- 2012: Made in Jersey (eine Folge)
- seit 2016: Billions
- 2016: The Night Of – Die Wahrheit einer Nacht (The Night Of, 3 Folgen)
- 2018–2019: For the People (20 Folgen)
- 2020: Lass es, Larry! (Curb Your Enthusiasm, 3 Folgen)
- seit 2020: FBI
- 2022: The Good Fight (3 Folgen)

## Auszeichnungen und Nominierungen
| Jahr | Auszeichnung                                | Kategorie                                                     | Nominierter Film                     | Ergebnis  |
| ---- | ------------------------------------------- | ------------------------------------------------------------- | ------------------------------------ | --------- |
| 2001 | Tony Award                                  | Best Featured Actor in a Play                                 | Proof                                | Nominiert |
| 2003 | Online Film & Television Association Awards | Best Supporting Actor in a Motion Picture or Miniseries       | Engel in Amerika (Angels in America) | Nominiert |
| 2004 | Golden Globe Awards                         | Best Supporting Actor – Series, Miniseries or Television Film | Engel in Amerika (Angels in America) | Nominiert |
| 2004 | Gold Derby Awards                           | Best Miniseries/TV Movie Supporting Actor                     | Engel in Amerika (Angels in America) | Nominiert |
| 2004 | Primetime Emmy Awards                       | Outstanding Supporting Actor in a Limited Series or Movie     | Engel in Amerika (Angels in America) | Nominiert |
| 2021 | Satellite Awardse                           | Film/Bestes Ensemble                                          | The Trial of the Chicago 7           | Gewonnen  |